# پایگاه عملیات اصلی

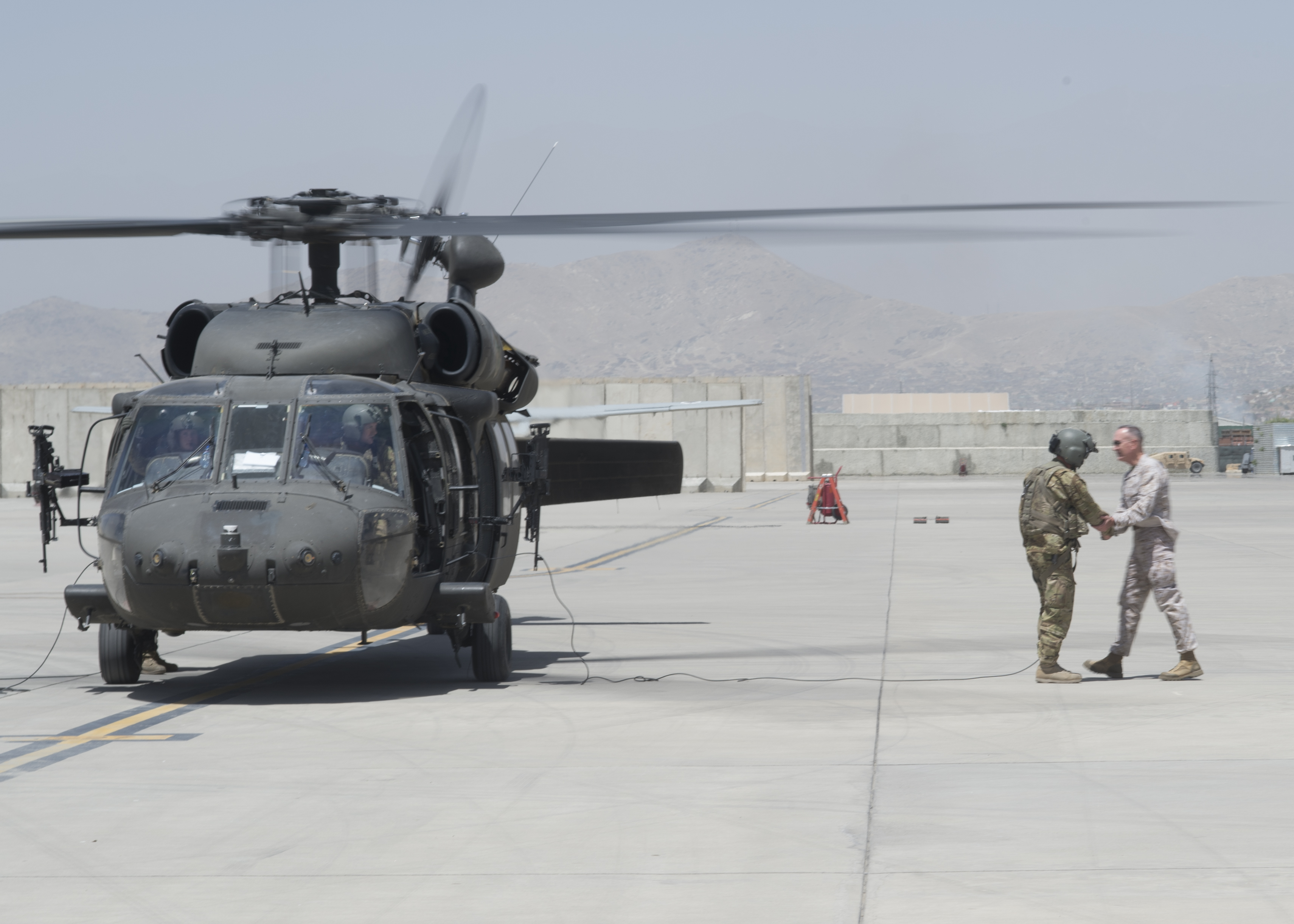
نمایی از پایگاه عملیات اصلی ایالات متحده در بگرام، افغانستان - ۲۰۱۶

پایگاه عملیات اصلی واژه‌ای مورد استفاده نیروهای نظامی ایالات متحده آمریکا است که به صورت "حضور دائمی، پایگاه به شدت حفاظت‌شده، مورد استفاده برای پشتیبانی نیروهای اعزام شده و با/بدون دسترسی سریع دریایی و/یا هوایی" است.
این واژه برای جداسازی امکانات نظامی فرامرزی استراتژیک اصلی و کوچک‌تر، با امنیت کمتر یا حضور موقتی در مکان‌های تاکیتیکی احتمالی مورد استفاده قرار می‌گیرد. این جداسازی در سال ۲۰۰۴ توسط پنتاگون با هدف مقابله با تهدیدات منطقه‌ای در درجه اول در آفریقا، آسیا و آمریکای لاتین در گزارش بررسی وضعیت جهانی ارائه شد.
نمونه‌ای از موقعیت‌های تاکیتیکی احتمالی، پایگاه عملیاتی خط مقدم، سایت عملیات خط مقدم یا مکان امنیتی مشارکتی هستند.

## در افغانستان
- میدان هوایی بین‌المللی قندهار در ولایت هلمند
- کمپ بسشن در ولایت هلمند
- میدان هوایی بگرام در ولایت پروان
- پایگاه عملیات اصلی پرایس در ولایت هلمند
- پایگاه عملیات اصلی لشکرگاه مورد استفاده برای مرکز فرماندهی تیپ مکانیزه چهارم (معروف موش‌های سیاه) ارتش بریتانیا[۳]